# Hugo Bernatzik
Hugo Adolf Bernatzik (26. března 1897, Vídeň – 9. března 1953, tamtéž) byl rakouský antropolog a fotograf. Bernatzik byl zakladatelem konceptu alternativní antropologie.

## Životopis
Hugo Adolf Bernatzik byl synem profesora veřejného práva na vídeňské univerzitě a členem House of Peers Edmunda Bernatzika (1854–1919). Po škole v roce 1915 se dobrovolně přihlásil do rakousko-uherské armády a byl nasazen mimo jiné v Albánii. V roce 1920 z finančních důvodů zanechal studia medicíny a stal se obchodníkem. Po předčasné smrti své první manželky Margarety Astové (1904–1924) se vydal na rozsáhlé fotografické cesty a expedice, které se staly jeho povoláním a vášní: Španělsko a severozápadní Afrika v roce 1924; Egypt a Somálsko v roce 1925; anglo-egyptský Súdán v roce 1927; Rumunsko a Albánie v letech 1926 až 1930; Portugalská Guinea v letech 1930–1931 (s Bernhardem Struckem, Muzeum etnologie, Drážďany); Britské Šalamounovy ostrovy, Britská Nová Guinea a také Bali v Indonésii v letech 1932–1933; švédské Laponsko v roce 1934; Barma, Thajsko a Francouzská Indočína (Vietnam, Laos, Kambodža) v letech 1936–1937 a francouzské Maroko v letech 1949–1950.
Bernatzik financoval svůj výzkum a životní náklady jako autor cestopisů a vědecký pracovník na volné noze publikováním fotoreportáží, veřejnými přednáškami s diapozitivy a nákupem sbírek pro etnologická muzea v Německu a Švýcarsku. Jeho novinářská činnost a výjimečné fotografie cizích lidí ho velmi proslavily. Připravil celosvětový archiv fotografií vzdálených kmenů považovaných za ohrožené. S ohledem na koloniální politiku Bernatzik tvrdil, že koloniální správci by měli brát v úvahu zvyky, způsob života a kmenové prostředí. V roce 1927 se oženil s Emmy Winklerovou (1904–1977), studentkou psychologie ve Vídni, která se stala jeho asistentkou a společnicí na cestách. Od roku 1930 studoval etnologii, antropologii a geografii na vídeňské univerzitě a v roce 1932 dokončil doktorát PhD s „monografií Kassangy“. V červnu 1935 požádal o postdoktorandskou habilitaci na univerzitě ve Štýrském Hradci, aby se stal profesorem na základě práce na téma „Vývoj dítěte na Šalamounově ostrově Owa Raha“. Potvrzení od rakouského spolkového ministerstva obdržel v květnu 1936 v Rangúnu. Nakonec byl počátkem roku 1939 jmenován na univerzitě v Grazu do Geografického ústavu. Plány na další expedici do čínské provincie Jün-nan byly přerušeny Hitlerovým útokem na Polsko v září 1939.
Neustálé spekulace a fámy byly vysílány o Bernatzikově roli během Třetí říše a druhé světové války. Na začátku války byl Bernatzik naverbován do ozbrojených sil a byl umístěn ve Vídeňském Novém Městě jako výcvikový důstojník pro protivzdušnou obranu. Ve výslovné opozici vůči této válce se však pokusil o vše možné, aby byl z této služby propuštěn, aby mohl vydat příručku o Africe. Tento projekt byl navržen tak, aby poskytl koloniálním důstojníkům a evropským osadníkům základní znalosti o zemích a jejich lidech. Byl pověřen Úřadem koloniální politiky NSDAP, jehož vůdce Franz Ritter von Epp byl generálem v Africe během první světové války. Pod dojmem Bernatzikova díla mu Ritter von Epp během války poskytl několik doporučení, která zařadila Handbook of Africa do kategorie "válečný strategický materiál", a to navzdory skutečnosti, že úřady v Berlíně rychle ztratily zájem o „koloniální otázku“. Ochrana generála umožnila Bernatzikovi, stejně jako mnoha jeho spolupracovníkům, přežít válku bez příliš velkých ztrát.
Žádná z Bernatzikových výprav však nebyla v souvislosti s německým koloniálním nárokem. Destinace, data a jeho výzkumné zájmy to dokazují. Během války Bernatzik také pracoval na dokončení své nejdůležitější publikace, monografie Akha a Miao. V letech 1940 až 1942 opakovaně cestoval do okupované Paříže, aby spolupracoval s francouzskými etnology a pro svou práci měl přístup do různých koloniálních archivů. Snažil se v rámci možností pomoci pronásledovaným kolegům v Musee de l'Homme a zabránit vandalismu archivů a sbírek. Oba dokončené rukopisy, Africa Handbook a monografie Akha a Miao, byly zničeny bombovým útokem poškozujícím Bibliographisches Institut v Lipsku v prosinci 1943; navíc všechny negativy jeho fotoarchivu shořely v roce 1944 po bombardování nádraží. Přesto se Bernatzikovi podařilo v roce 1947 vydat bez jakékoli textové změny „Handbook of Africa“ a také „Akha a Miao“. Termín „koloniální etnologie“ byl již v roce 1944 nahrazen termínem „aplikovaná etnologie“.
Navzdory občasným tvrzením, že Bernatzik byl raným členem NSDAP, zakázané v Rakousku až do anšlusu v březnu 1938, jeho korespondence a dokumenty z let 1923 až 1944, které jsou přístupné ve Vídeňské knihovně, dokazují, že vstoupil do NSDAP dne 1. května 1938. V té době však byli Rakušané toužící po vstupu do strany omezeni na nové členství. Bernatzik proto použil zmanipulovaný certifikát odkazující na jeho údajné služby poskytované pro stranu od roku 1933. Tento dopis potvrdil bývalý školní kolega, který se stal stranickým funkcionářem. Nicméně Bernatzikova práce, jeho výzkum a pozice nevykazují žádnou afinitu k ideologii nacistické strany. Bez ohledu na to, jak lze dnes posuzovat jeho práci, nikdy neodhalila propagandu NS. V režimu NS nikdy nezastával žádnou oficiální funkci a ani se od něj neočekávalo, že tak učiní. Navzdory tomu lze ze současného pohledu oprávněně kritizovat jeho nedostatečnou disociaci a některé jeho kontakty. Ale ze svého pohledu v této epoše zjevně považoval své chování za nevyhnutelné, jako prostředek k pokračování ve své práci a k obraně proti různým udáním, kterým byl velmi vystaven. Jako etnolog, fotograf a cestovatelský novinář na volné noze by pro něj jedinou možností, jak uniknout omezením režimu, byl exil.
Hugo Bernatzik žil se svou rodinou ve vídeňském Heiligenstadtu ve vile, kterou nechal postavit jeho otec v roce 1911 a kterou postavil architekt Josef Hoffmann a zařídili ji umělci z Wiener Werkstätte. Zemřel v roce 1953 po mnoha letech tropické nemoci ve věku 56 let. Zanechal důležité fotografické dílo, dostupné ve Vídni na Photographic Institute Bonartes (bonartes.org), stejně jako četné publikace přeložené do mnoha jazyků a reeditované až do 60. let 20. století. Následující seznam hlavních děl je rozčleněn podle data jejich prvního vydání a jejich anglického vydání.

## Dílo
- Zwischen weissem Nil und Belgisch–Kongo. L. W. Seidel & Sohn, Vienna 1929.
- Gari–Gari, The Call of the African Wilderness. London: Constable & Co. 1936. New York: H. Holt & Co. 1936 (Vienna: L. W. Seidel & Sohn 1930).
- Albanien. Das Land der Schkipetaren. 204 photos, L. W. Wien: Seidel & Sohn 1930.
- The Dark Continent, Afrika. London: "The Studio" Ltd. 1931. New York: B. Westermann 1931, (Berlin: Atlantis 1930).
- Geheimnisvolle Inseln Tropenafrikas. Das Reich der Bidyogo auf den Bissagos Inseln, Wasmuth, Berlin–Zürich 1933
- Äthiopen des Westens. Portugiesisch Guinea, 2 vols., 378 photos, contribution by Bernhard Struck, L. W. Seidel & Sohn, Wien 1933.
- Südsee. Travels in the South Sea, London: Constable & Co. 1935. New York: H. Holt & Co. 1935 (Leipzig: Bibliographisches Institut 1934).
- Lapland, Overland with the Nomad Lapps, London: Constabel & Co. 1938. New York: R. M. McBride & Co. 1938 (Wien: L. W. Seidel & Sohn 1935).
- Owa Raha, Wien–Leipzig–Olten: Bernina Verlag 1936.
- The Spirits of the Yellow Leaves, with collaboration of Emmy Bernatzik. London: R. Hale 1956. (München: Bertelsmann 1938).
- Akha and Miao, Problems of Applied Ethnography in Farther India, 763 s., New Haven: Human Relation Area Files 1970. (2 vols., 568 s., 108 ph., Innsbruck: Wagner'schen Univ.–Buchdruckerei 1947).
- Die Große Völkerkunde. Sitten, Gebräuche und Wesen fremder Völker, chief editor and co–author, with contributions of 12 authors, 3 vols., Leipzig: Bibliographisches Institut 1939.
- Die Neue große Völkerkunde. Völker und Kulturen der Erde in Wort und Bild, chief editor and co–author, with revisions on the 1939 edition and contributions of 13 authors. 3 vols. 1280 ph., 1525 s., Frankfurt am Main: Herkul 1954.
- Afrika. Handbuch der angewandten Völkerkunde, 2 vols, chief editor and co–author, with contributions of 32 authors from Germany, Austria, France, Italy, Belgium. Innsbruck: Wagner'schen Univ.– Buchdruckerei 1947.

## Galerie

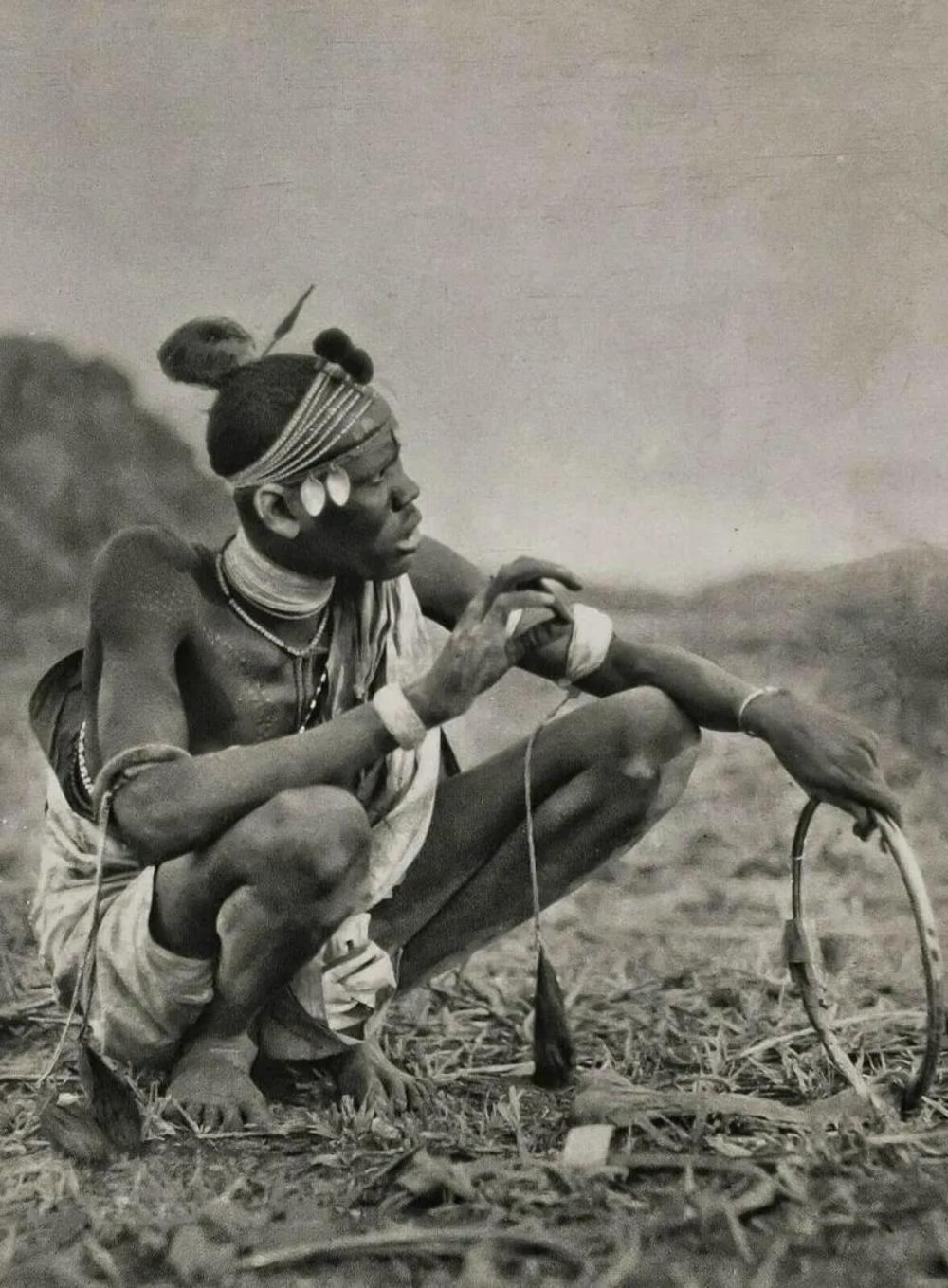
Ženich kmene Dinků vyjednává o svatebních ozdobách, Súdán, 1927
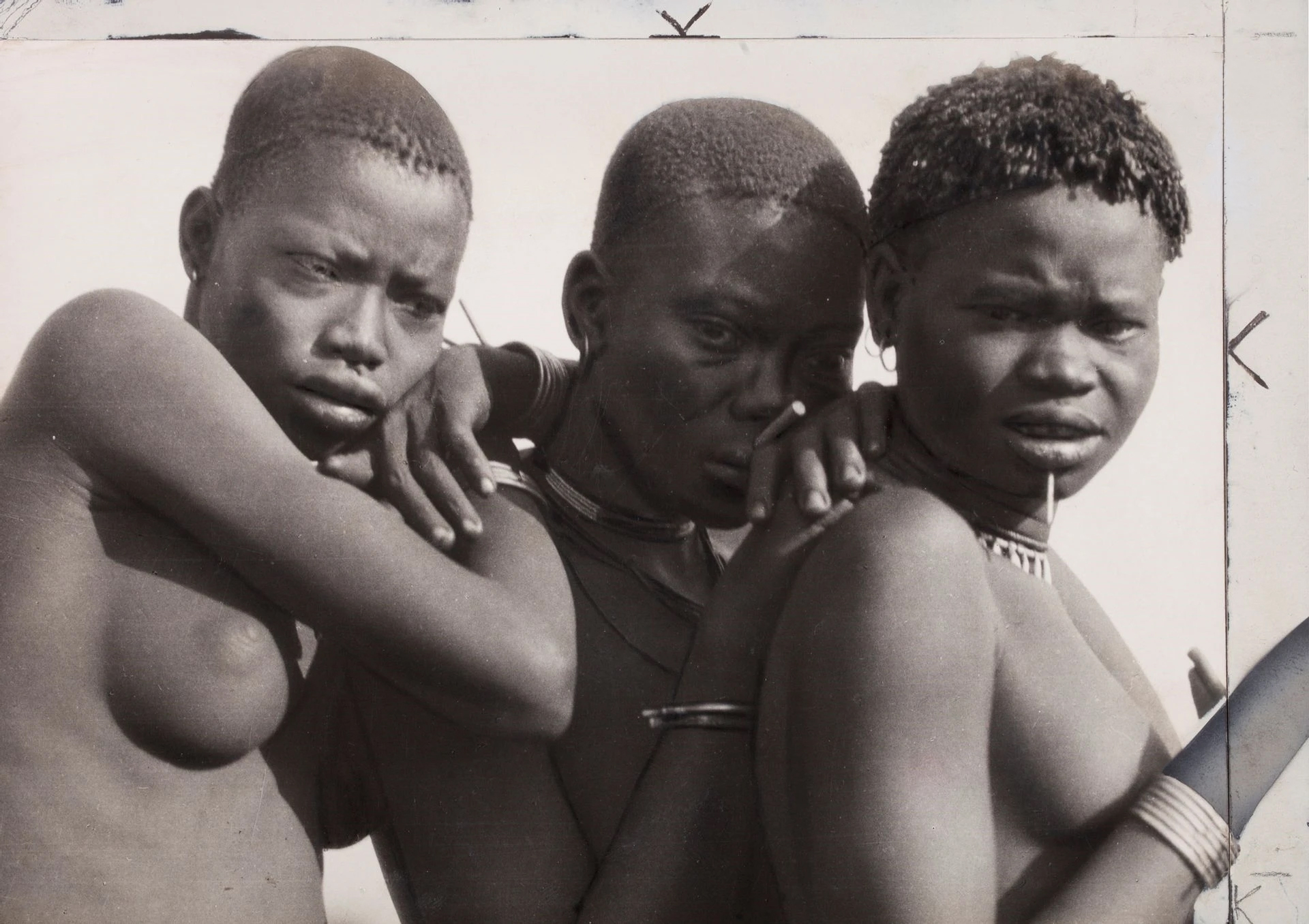
Súdán, 1927
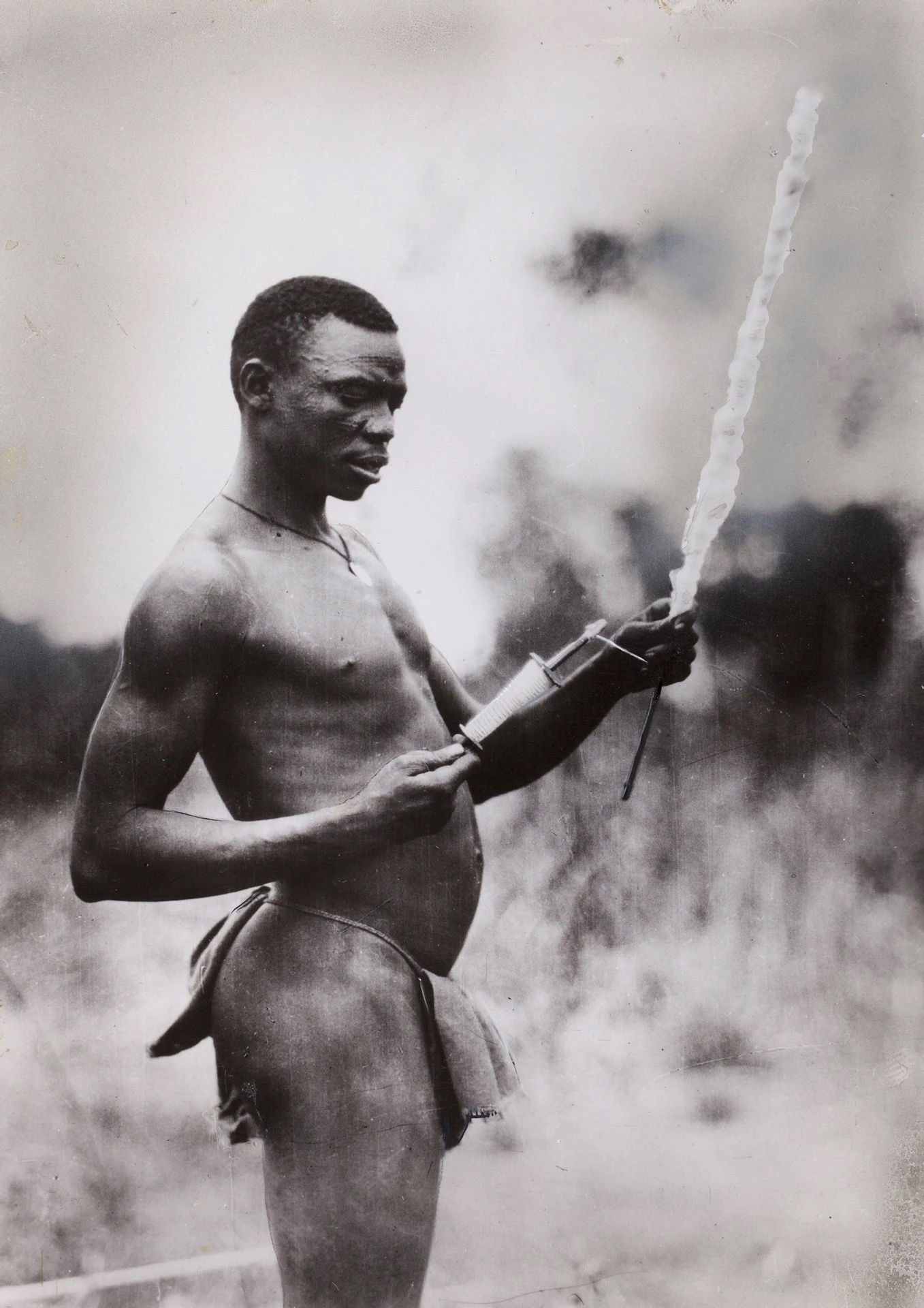
Súdán, 1927
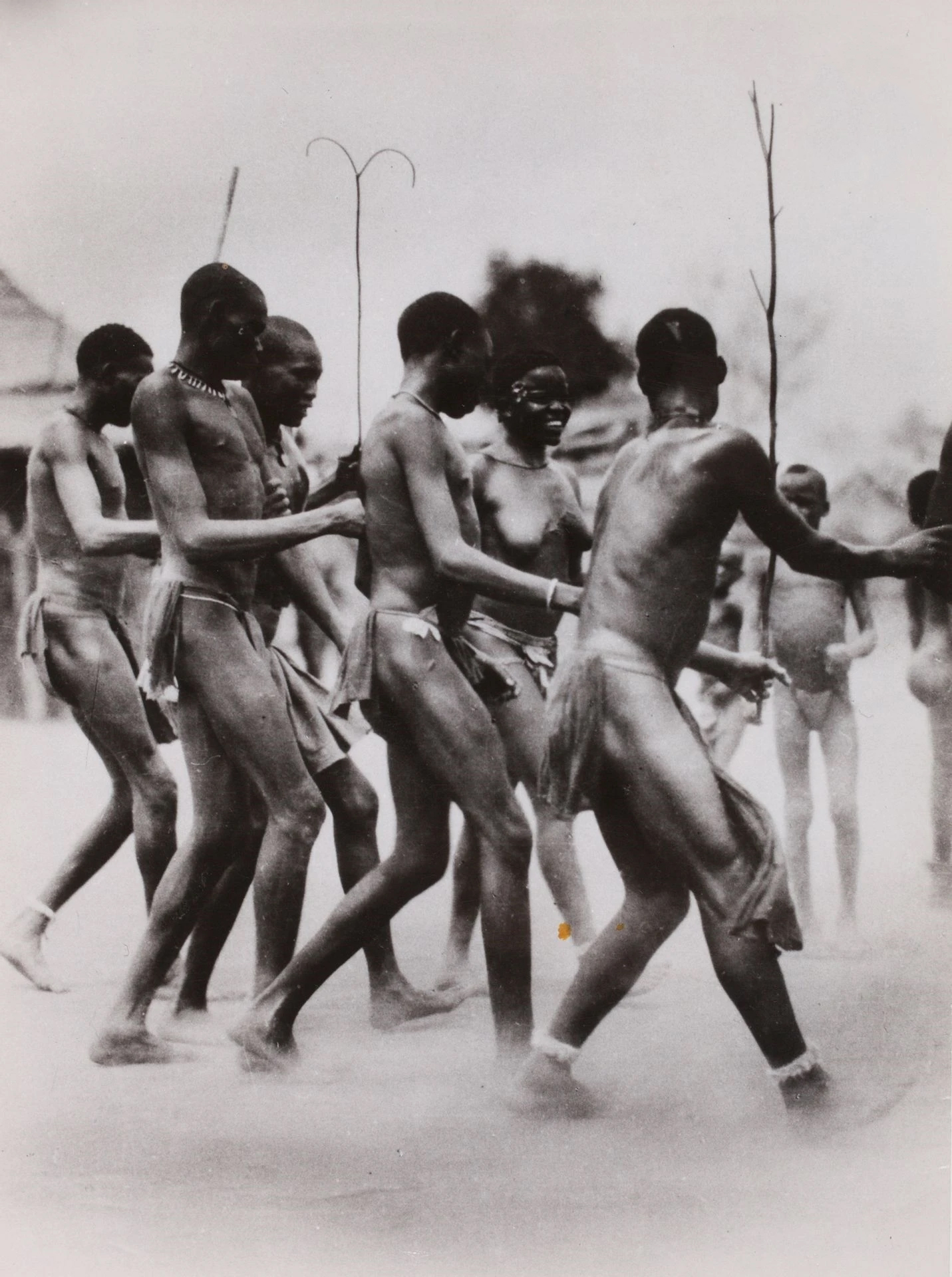
Súdán, 1927